# FC Den Bosch
El FC Den Bosch es un club de la ciudad de Bolduque, en los Países Bajos. Fue fundado el 18 de agosto de 1965 como Bosch/BVV de FC. Es el sucesor de BVV (1906) y del Wilhelmina (1890). Su estadio se llama De Vliert, con capacidad para 9000 espectadores todos sentados. Ruud van Nistelrooy comenzó su carrera profesional en este club. En 2005 acabaron últimos del Eredivisie y fueron descendidos. Actualmente integra la Eerste Divisie, la segunda categoría del fútbol neerlandés.

## Historial de nombres
- FC Den Bosch/BVV (1965–1967)
- FC Den Bosch '67 (1967–1988)
- BVV Den Bosch (1988–1992)
- FC Den Bosch (1992–presente)

## Palmarés
Liga de Primera División (1): 1948 (como BVV)
Eerste Divisie (4): 1971, 1999, 2001 y 2004
Tweede Divisie (1): 1966